# Iglesia de San Andrés (Orbiso)
La iglesia de San Andrés es un edificio situado en el concejo español de Orbiso, en la provincia de Álava.

## Descripción
El edificio se encuentra en el concejo español de Orbiso, del municipio de Campezo, perteneciente a la provincia de Álava, en la comunidad autónoma del País Vasco. Se menciona como iglesia parroquial del lugar en el duodécimo volumen del Diccionario geográfico-estadístico-histórico de España y sus posesiones de Ultramar de Pascual Madoz, donde aparece descrita con las siguientes palabras: «igl. aparr. dedicada á San Andrés Apóstol, y servida por 4 beneficiados». En el tomo de la Geografía general del País Vasco-Navarro dedicado a Álava y escrito por Vicente Vera y López, se dice lo siguiente: «Su parroquia, dedicada á San Andrés, es de categoría de entrada, pertenece al arciprestazgo de Campezo y está servida por dos capellanes; antes tenía cuatro beneficiados; en ella se veneran algunos huesos de San Urbano y varias reliquias de su santo titular».